# Ding Yuan
 (février 2014).
Si vous disposez d'ouvrages ou d'articles de référence ou si vous connaissez des sites web de qualité traitant du thème abordé ici, merci de compléter l'article en donnant les références utiles à sa vérifiabilité et en les liant à la section « Notes et références ».
Ding Yuan (?-26 Septembre 189) est un cavalier et archer, gouverneur de Bing et chef de guerre.
En 189, lui et Dong Zhuo ont été convoqués à la capitale Luoyang avec leurs troupes pour aider dans la lutte contre la faction des dix eunuques. Après le massacre des eunuques, il se soulève contre Dong Zhuo avec son fils adoptif Lü Bu. Ce dernier le trahit ensuite et le tue.